# Risovi
 Ovo je glavno značenje pojma Risovi. Za druga značenja pogledajte Ris (razdvojba).
Risovi (lat. Lynx) su rod iz porodice mačaka (Felidae). To su srednje velike mačke dugih nogu, velikih ušiju s čuperkom na vrhu i kratkim repom. Sve vrste imaju manje ili više izražene "brade", čuperke duže dlake, na obrazima.
Ovaj rod čine četiri vrste:
- Obični ris (Lynx lynx)
- Kanadski ris (Lynx canadensis)
- Pirenejski ris (Lynx pardinus)
- Crveni ris (Lynx rufus)

U starijoj literaturi se može sresti da su sve ove četiri vrste obuhvaćene u jednoj, i nazivala se "sjeverni ris".
Pustinjski ris, često nazvan i karakal, ponekad se svrstava u ovaj rod. On, međutim, pripada u jedan sasvim drugi rod mačaka.

## Opis
Odrasli risovi su teški od 15 do 30 do 40 kilograma. Obični ris je znatno veći od ostalih vrsta risova. Risovi su mačke srednje veličine, dugih nogu i velikih ušiju s čupercima na vrhovima i kratkim repom. Boja tijela je od svijetle smeđe do sive, a povremeno imaju tamnosmeđe pjege, naročito na nogama.
Uglavnom žive samotnjačkim životom, iako, ponekad, nekoliko risova živi zajedno. Sezona parenja je u kasnu zimu i ženke obično donose na svijet od 2 do 4 mladunca godišnje. Gestacija traje oko 70 dana. Majka se brine za mlade oko godinu dana, a poslije toga su samostalni. 
Hrane se pticama, malim sisavcima i ribama, ali i većim sisavcima poput ovaca i koza. Risovi obično love na tlu.

## Vanjske poveznice
Ostali projekti
|  | Zajednički poslužitelj ima stranicu o temi Risovi    |
|  | Zajednički poslužitelj ima još gradiva o temi Risovi |
|  | Wikivrste imaju podatke o taksonu Risovi             |